# Pierre Savoye
Pierre Savoye – francuski kierowca wyścigowy.

## Kariera
W swojej karierze wyścigowej Savoye poświęcił się startom w wyścigach samochodów sportowych. W latach 1938-1939 Francuz pojawiał się w stawce 24-godzinnego wyścigu Le Mans. W pierwszym sezonie startów Savoye odniósł zwycięstwo w klasie 1.1, a w klasyfikacji generalnej był ósmy. Rok później nie dojechał do mety.